# Texella
Texella is een geslacht van hooiwagens uit de familie Phalangodidae.
De wetenschappelijke naam Texella is voor het eerst geldig gepubliceerd door Goodnight & Goodnight in 1942. 

## Soorten
Texella omvat de volgende 28 soorten:
- Texella bifurcata
- Texella bilobata
- Texella brevidenta
- Texella brevistyla
- Texella cokendolpheri
- Texella deserticola
- Texella dimopercula
- Texella diplospina
- Texella elliotti
- Texella fendi
- Texella grubbsi
- Texella hardeni
- Texella hartae
- Texella hilgerensis
- Texella homi
- Texella jungi
- Texella kokoweef
- Texella longistyla
- Texella mulaiki
- Texella reddelli
- Texella renkesae
- Texella reyesi
- Texella shoshone
- Texella spinoperca
- Texella tuberculata
- Texella welbourni
- Texella whitei
- Texella youngensis